# Dannie Abse
Dannie Abse (Cardiff, 22 settembre 1923 – 28 settembre 2014) è stato un poeta, scrittore e medico britannico.
Nato in una famiglia ebrea, ha studiato medicina a Wales e al King College a Londra laureandosi nel 1950. 
Uno dei "giovani" poeti che si designarono col nome di mavericks ("ribelli"), ha continuato a fare sia il medico che lo scrittore fra il 1954 e il 1989. Questi aspetti della sua vita, insieme al suo background ebraico e la nazionalità del Welsh, sono temi integranti della sua poesia.

## Opere

### Poesie
- 1949 – After every green thing
- 1952 – Walking under water
- 1957 – Tenants of the house
- 1962 – Poems
- 1962 – Golders green
- 1970 – Selected poems
- 1973 – Funland and other poems
- 2006 – Running late

### Prosa
- 1954 – Ash on a young man's sleeve
- 1957 – Maverick (antologia con Howard Sergeant)
- 1968 – A small desperation
- 1974 – Poet in the family
- 1999 – There was a young man from Cardiff
- 2001 – Goodbye, twentieth century
- 2007 – The presence

### Dramma in versi
- 1957 – Fire in heaven